# Rácz Mariann
Rácz Mariann (Nyíregyháza, 1959. december 17. –) hétszeres BEK-győztes, világbajnoki ezüstérmes 205-szörös magyar és 113-szoros osztrák válogatott kézilabdázó.

## Pályafutása
Édesapja, Rácz József NB I/B-s futballkapus, édesanyja, Szegvári Veronika NB I-es kézilabdakapus volt, ő maga 14 évesen kezdett el kézilabdázni.
16 évesen a Nyíregyházából Hajnal József és Hikádé István invitálására a Csepelhez igazolt, és a budapesti Kaffka Margit Gimnáziumba kezdett járni.
Tehetségére már ellenfélként sok klub felfigyelt, végül másodszori hívásra a Vasashoz igazolt, ahol akkor olyan nevek játszottak mint Gódorné, Sterbinszky, Csíkné vagy Angyal Éva.
1979 és 1985 között hatszor nyerték meg a magyar bajnokságot (1983-ban tudta őket egyedül leszorítani a trónról a Budapesti Spartacus. Három ponttal lemaradva a negyedik helyen végeztek.).
A csapattal 1982-ben Bajnokcsapatok Európa Kupáját nyert, a Radnički Belgrad csapatát verve a döntőben összesítésben 7 góllal (19-22; 29-19). A világbajnokságon abban az évben Csík János irányítása alatt a magyar válogatottal ezüstérmet szerzett (a vb-t a Szovjetunió nyerte).
Miután az 1984-es los angeles-i olimpiára politikai döntésként nem utazott ki a magyar csapat, sok játékosnak törést jelentett a karrierjében. Ezt a döntést kompenzálva megengedték, hogy a magyar játékosok külföldre igazoljanak 28 éves koruk után, így viszont az NB I is meggyengült. A Vasas sem ért már el nagy sikereket (1987: 4. hely, 1988: 7. hely, 1989: 8. hely) és gazdasági bizonytalanságba is sodródott.
Ekkor kereste meg, 1988-ban a 28 éves Mariannt a Csík János vezette Hypo NÖ csapata. Itt új  impulzusok érték, új erőre kapott, Európa- és világválogatott lett és a csapattal hatszor megnyerte a Bajnokcsapatok Európa Kupáját.
Akkoriban azok a külföldi játékosok, akik hosszabb időt eltöltöttek a Hypónál, vagy elmentek, vagy osztrák válogatottak is lettek.

A magyar válogatott csapatkapitányaként nehéz döntést kellett hoznia, ám miután az 1989-es dániai B-világbajnokságon való gyenge szerepléssel (13. hely és kiesés, köszönhetően a sok válogatottságról való lemondásnak is) nem szereztek jogot az 1990-es A-világbajnoki részvételre sem, így a magyar válogatott az 1992-es barcelonai nyári játékokról lemaradt, úgy döntött - mérlegelve az ellene és a mellette szóló érveket - , hogy elfogadja az osztrák meghívót  és ezzel az osztrák válogatottságot is.
"Hallgattam a rádióközvetítést, és sírtam. De hoznom kellett egy racionális döntést. Talán még ma is megvan otthon az az A/4-es papír, amin húztam egy vonalat, egyik oldalon a racionális cél, hogy szeretnék ott lenni egy olimpián, a másik oldalon meg az, hogy magyar vagyok, a magyar válogatottban védek, de jön a 125. kvalifikációs verseny, amiben nincs benne az olimpia. A '96-os pedig már nem fért volna bele a biológiai koromba. Vagy feladom a célom, vagy feladom a magyar válogatottságom. Ezek voltak a mérlegen."
1990-ben negyedik helyezést ért el az osztrák nemzeti együttessel. 1992-es barcelonai olimpián ötödikek lettek, őt a legjobb női kézilabdakapusnak választották.
"Engem Ausztriában is magyar játékosként dicsértek. Utolsó tétmeccsemet az osztrák válogatottban Magyarországon, a magyar válogatott ellen játszottam. Senkinek nem mondtam, de én tudtam, hogy ez lesz az utolsó. És szólt a magyar himnusz, én meg belül énekeltem az osztrák válogatott csapatkapitányaként. Aztán az osztrákot is, belül."

## Családja
Unokaöccse, Kecskés Ákos a jelenleg Luganóban profiskodó, válogatott labdarúgó.

## Edzőként
Visszavonulása után hazatért és edzőként segítette a Mocsai Lajos irányította magyar válogatottat, amivel olimpiai ezüstöt, Európa-bajnoki aranyat és bronzot szerzett.
2003 és 2007 között Székesfehérváron vállalt munkát Szabó Edina kapusedzőjeként. A Cornexi csapatával 2005-ben EHF-kupát nyert.
2010-től, Szabó Edinát követve az Érd kapusedzője lett.

## Sikerei

### Klubcsapatban
- Magyar bajnokság bajnok:1979, 1980, 1981, 1982, 1984, 1985
- Magyar kupagyőztes: 1981, 1982, 1983, 1985
- Osztrák bajnokság bajnok: 1989, 1990, 1991, 1992, 1993, 1994, 1995, 1996
- Osztrák kupagyőztes: 1990, 1991, 1992, 1993, 1994, 1995, 1996
- EHF Bajnokcsapatok Európa Kupája - győztes: 1982, 1989, 1990, 1992, 1993, 1994, 1995

### Válogatottban
- Kézilabda-világbajnokság:
  - ezüstérmes: 1982